# Lekkoatletyka na Letnich Igrzyskach Olimpijskich 2020 – sztafeta mieszana 4 × 400 m
Sztafeta mieszana 4 × 400 metrów – jedna z konkurencji biegowych rozegranych podczas igrzysk olimpijskich w Tokio.

## Terminarz
Źródło: olympics.com.
| Data          | Godzina |            |
| ------------- | ------- | ---------- |
| 30 lipca 2021 | 20:00   | Eliminacje |
| 31 lipca 2021 | 21:35   | Finał      |

## Rekordy
Tabela prezentuje rekord świata, rekord igrzysk olimpijskich, rekordy kontynentów oraz najlepszy wynik na listach światowych przed rozpoczęciem zawodów.
|                             | Państwo                                                                                 | Wynik                                                              | Miejsce                                                            | Data                                                               |
| --------------------------- | --------------------------------------------------------------------------------------- | ------------------------------------------------------------------ | ------------------------------------------------------------------ | ------------------------------------------------------------------ |
| Rekord świata               | Stany Zjednoczone · (Wil London, Allyson Felix, Courtney Okolo, Michael Cherry)         | 3:09,34                                                            | Doha                                                               | 29 września 2019(dts)                                              |
| Listy światowe              | Niemcy · (Marvin Schlegel, Manuel Sanders, Ruth Spelmeyer, Corinna Schwab)              | 3:13,57                                                            | Ratyzbona                                                          | 19 czerwca 2021(dts)                                               |
| Rekord igrzysk olimpijskich | Konkurencja rozgrywana po raz pierwszy na Igrzyskach olimpijskich.                      | Konkurencja rozgrywana po raz pierwszy na Igrzyskach olimpijskich. | Konkurencja rozgrywana po raz pierwszy na Igrzyskach olimpijskich. | Konkurencja rozgrywana po raz pierwszy na Igrzyskach olimpijskich. |
| Rekord Afryki               | Kenia · (Jared Nyambweke Momanyi, Maureen Nyatichi Thomas, Hellen Syombua, Haron Koech) | 3:16,90                                                            | Jokohama                                                           | 11 maja 2019(dts)                                                  |
| Rekord Ameryki Południowej  | Brazylia · (Anderson Henriques, Tiffani Silva, Geisa Coutinho, Lucas Carvalho)          | 3:16,12                                                            | Doha                                                               | 28 września 2019(dts)                                              |
| Rekord Ameryki Północnej    | Stany Zjednoczone · (Wil London, Allyson Felix, Courtney Okolo, Michael Cherry)         | 3:09,34                                                            | Doha                                                               | 29 września 2019(dts)                                              |
| Rekord Australii i Oceanii  | Australia · (Bendere Oboya, Anneliese Rubie-Renshaw, Tyler Gunn, Alexander Beck)        | 3:17,00                                                            | Gold Coast                                                         | 12 czerwca 2021(dts)                                               |
| Rekord Azji                 | Bahrajn · (Musa Isah, Aminat Yusuf Jamal, Salwa Eid Naser, Abbas Abu Bakr)              | 3:11,82                                                            | Doha                                                               | 29 września 2019(dts)                                              |
| Rekord Europy               | Wielka Brytania · (Rabah Yousif, Zoey Clark, Emily Diamond, Martyn Rooney)              | 3:12,27                                                            | Doha                                                               | 29 września 2019(dts)                                              |

## Rezultaty

### Eliminacje
Awans: Pierwsze trzy z każdego biegu (Q) i dwie z najlepszymi czasami wśród przegranych (q). Źródło: olympics.com.
| Pozycja | Bieg | Tor | Państwo           | Zawodnicy                                                                                    | Czas    | Uwagi |
| ------- | ---- | --- | ----------------- | -------------------------------------------------------------------------------------------- | ------- | ----- |
| 1.      | 2    | 2   | Polska            | Dariusz Kowaluk, Iga Baumgart-Witan, Małgorzata Hołub-Kowalik, Kajetan Duszyński             | 3:10,44 | Q,    |
| 2.      | 2    | 9   | Holandia          | Jochem Dobber, Lieke Klaver, Lisanne de Witte, Ramsey Angela                                 | 3:10,69 | Q,    |
| 3.      | 1    | 3   | Stany Zjednoczone | Elija Godwin, Lynna Irby, Taylor Manson, Bryce Deadmon                                       | 3:11,39 | Q,    |
| 4.      | 2    | 5   | Jamajka           | Sean Bailey, Junelle Bromfield, Stacey-Ann Williams, Karayme Bartley                         | 3:11,76 | Q,    |
| 5.      | 2    | 6   | Wielka Brytania   | Cameron Chalmers, Zoey Clark, Emily Diamond, Lee Thompson                                    | 3:11,95 | q,    |
| 6.      | 1    | 7   | Dominikana        | Lidio Andrés Feliz, Marileidy Paulino, Anabel Medina Ventura, Luguelín Santos                | 3:12,74 | Q,    |
| 7.      | 1    | 2   | Belgia            | Alexander Doom, Imke Vervaet, Camille Laus, Jonathan Borlée                                  | 3:12,75 | Q,    |
| 8.      | 1    | 5   | Irlandia          | Cillin Greene, Phil Healy, Sophie Becker, Christopher O’Donnell                              | 3:12,88 | q,    |
| 9.      | 1    | 4   | Niemcy            | Marvin Schlegel, Corinna Schwab, Ruth Sophia Spelmeyer-Preuß, Manuel Sanders                 | 3:12,94 | qJ,   |
| 10.     | 1    | 6   | Hiszpania         | Samuel García, Laura Bueno, Aauri Lorena Bokesa, Bernat Erta                                 | 3:13,29 | NR    |
| 11.     | 2    | 7   | Włochy            | Edoardo Scotti, Alice Mangione, Rebecca Borga, Vladimir Aceti                                | 3:13,51 | NR    |
| 12.     | 1    | 8   | Nigeria           | Ifeanyi Emmanuel Ojeli, Imaobong Nse Uko, Samson Oghenewegba Nathaniel, Patience Okon George | 3:13,60 | AF    |
| 13.     | 2    | 4   | Ukraina           | Mykyta Barabanow, Kateryna Kłymiuk, Alina Łohwynenko, Ołeksandr Pohoriłko                    | 3:14,21 |       |
| 14.     | 2    | 8   | Brazylia          | Pedro Burmann, Tiffani Marinho, Tábata Vitorino, Anderson Henriques                          | 3:15,89 | SA    |
| 15.     | 2    | 3   | Indie             | Muhammed Anas Yahiya, Revathi Veeramani, Subha Venkatesan, Arokia Rajiv                      | 3:19,93 | SB    |

### Finał
Źródło: olympics.com.
| Pozycja | Tor | Państwo           | Zawodnicy                                                                      | Czas    | Uwagi     |
| ------- | --- | ----------------- | ------------------------------------------------------------------------------ | ------- | --------- |
| 01 !    | 5   | Polska            | Karol Zalewski, Natalia Kaczmarek, Justyna Święty-Ersetic, Kajetan Duszyński   | 3:09,87 | ,         |
| 02 !    | 6   | Dominikana        | Lidio Andrés Feliz, Marileidy Paulino, Anabel Medina Ventura, Alexander Ogando | 3:10,21 | NR        |
| 03 !    | 4   | Stany Zjednoczone | Trevor Stewart, Kendall Ellis, Kaylin Whitney, Vernon Norwood                  | 3:10,22 | SB        |
| 4.      | 7   | Holandia          | Liemarvin Bonevacia, Lieke Klaver, Femke Bol, Ramsey Angela                    | 3:10,36 | NR        |
| 5.      | 8   | Belgia            | Dylan Borlée, Imke Vervaet, Camille Laus, Kévin Borlée                         | 3:11,51 | NR        |
| 6.      | 2   | Wielka Brytania   | Niclas Baker, Nicole Yeargin, Emily Diamond, Cameron Chalmers                  | 3:12,07 |           |
| 7.      | 9   | Jamajka           | Sean Bailey, Stacey-Ann Williams, Tovea Jenkins, Karayme Bartley               | 3:14,95 |           |
| 8.      | 1   | Irlandia          | Cillin Greene, Phil Healy, Sophie Becker, Christopher O’Donnell                | 3:15,04 |           |
| –       | 3   | Niemcy            | Marvin Schlegel, Corinna Schwab, Nadine Gonska, Manuel Sanders                 | DSQ     | TR 24.6.3 |